# Topolovec Pisarovinski
Topolovec Pisarovinski es una localidad de Croacia en el municipio de Pisarovina, condado de Zagreb.

## Geografía
Se encuentra a una altitud de 140 m s. n. m. a 33 km de la capital nacional, Zagreb.

## Demografía
En el censo 2011, el total de población de la localidad fue de 61 habitantes.